# Odo III. Burgundský
Odo III. Burgundský (1166 – 6. července 1218, Lyon) byl v letech 1192 až 1218 burgundským vévodou.

## Život
Narodil se jako nejstarší syn Huga III. Burgundského a jeho první manželky Alice, dcery Matouše I. Lotrinského.
Byl také významnou postavou v křížové výpravě proti Albigenským. Když se Filip II. odmítl zapojit, vystoupil Odo s podporou místních biskupů vazalů a zorganizoval v roce 1209 tažení proti katarským pevnostem. Před odchodem na křížovou výpravu proti katarům, slíbil Odo zámek Ile-d'Ouche a vesnici Crimolois templářům, aby jim pomáhali při obraně katolické víry. Nepokračoval v otcově útočné politice vůči francouzskému králi a v bitvě u Bouvines byl jeho spojencem. Podle soudobých kronikářů pod ním během bitvy padli dva koně.
Roku 1218 se chtěl připojit k páté křížové výpravě a zemřel během příprav v Lyonu. Byl pohřben v rodovém pohřebišti v Kapli vévodů klášterního kostela v Citeaux.

## Manželství a potomci
Odo se v roce 1194 oženil s Terezou, dcerou portugalského krále Alfonse I., vdovou po Filipu I. Flanderském. O rok později ji Odo pro neplodnost zapudil. V roce 1199 se oženil s Alicí z Vergy, dcerou Huga z Vergy a Gillette z Trainel. Měli spolu čtyři děti:
- Johana Burgundská (1200–1223), manželka Radulfa II. z Lusignanu
- Alix Burgundská (1204–1266), manželka Roberta I. z Auvergne
- Hugo IV. Burgundský (1213–1272)
- Beatrix Burgundská (nar. 1216), manželka Humberta III. z Thoire